# Federico de Botella y de Hornos

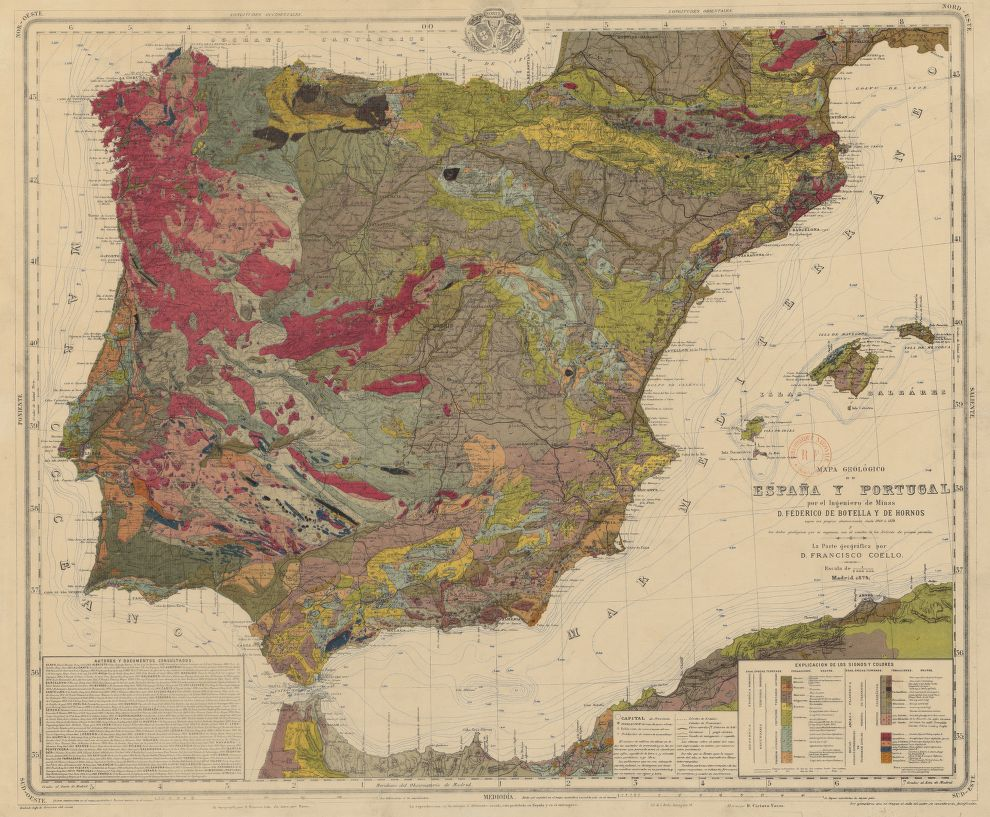
Mapa geológico de España y Portugal, escala original 1:2.000.000, 1879.

Federico de Botella y de Hornos (1822-1899) fue un ingeniero de minas y cartógrafo español.

## Biografía

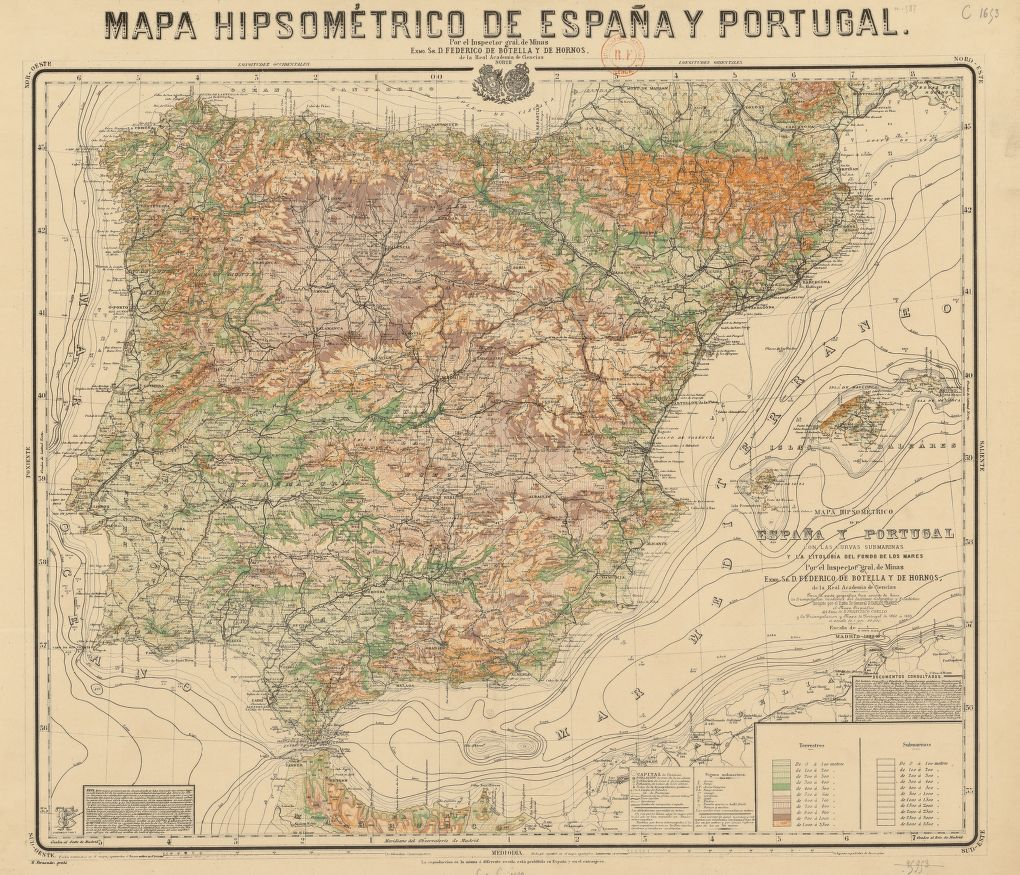
Mapa hipsométrico de España y Portugal escala original 1:2.000.000, 1888-1890.

Nació en Alicante el 12 de mayo de 1822. A temprana edad emigró a París con su familia, donde se educó; estudió en el Collège Royal de Bourbon y la École Royal des Mines, retornando a España en 1845. Realizó mapas geológicos de Murcia y Albacete —con su respectiva Descripción geológica minera de las provincias de Murcia y Albacete—, así como uno geológico completo de la península ibérica, con la colaboración de Francisco Coello, de relieve e hipsométricos, entre otros muchos.
Asistente a varios congresos internacionales de geografía, fue director de las minas de carbón de la localidad conquense de Henarejos y miembro de la Comisión del Mapa Geológico de España. En 1877 fue nombrado miembro de número de la Real Academia de Ciencias Exactas, Físicas y Naturales en sustitución de Felipe Naranjo y Garza, en la medalla 33, en reñida pugna con el murciano Ángel Guirao y Navarro, aunque no tomaría posesión hasta 1884 con el discurso Orografía del territorio español y leyes generales a que parece sometida. En 1875 publicó Mapa de las aguas minerales y termales de España y Portugal. Así como en 1877 publicaría Apuntes paleogeográficos. España y sus antiguos mares. Falleció en Madrid el 27 de noviembre de 1899.